# Christian Sagartz
Christian Sagartz (ur. 16 stycznia 1981) – austriacki polityk i samorządowiec, przewodniczący frakcji poselskiej Austriackiej Partii Ludowej (ÖVP) w landtagu Burgenlandu, poseł do Parlamentu Europejskiego IX kadencji.

## Życiorys
W 1999 zdał maturę w Gymnasium der Diözese Eisenstadt Wolfgarten, następnie studiował nauki polityczne i prawo na Uniwersytecie Wiedeńskim. Dołączył do Austriackiej Partii Ludowej. W latach 2002–2008 był przewodniczącym jej młodzieżówki Junge Volkspartei w Burgenlandzie. W 2002 został radnym gminy targowej Pöttsching, w 2007 objął tamże stanowisko wiceburmistrza. Został także sekretarzem generalnym ÖVP w kraju związkowym, pełniąc tę funkcję do 2015.
W 2005 po raz pierwszy uzyskał mandat posła do landtagu. Z powodzeniem ubiegał się o reelekcję w 2010 i 2015. Po wyborach w 2015 stanął na czele klubu deputowanych swojego ugrupowania. W 2018 objął dodatkowo stanowisko przewodniczącego regionalnego oddziału ÖAAB, organizacji pracowniczej afiliowanej przy ÖVP. W 2019 bez powodzenia kandydował na eurodeputowanego IX kadencji. Mandat w PE objął jednak w styczniu 2020 w miejsce Karoline Edtstadler; dołączył do frakcji Europejskiej Partii Ludowej. W PE zasiadał do 2024, w następnym roku ponownie wybrano go na posła do parlamentu Burgenlandu.